# Hymenachne
Hymenachne es un género de plantas herbáceas perteneciente a la familia de las poáceas. Es originario de las regiones tropicales. Comprende 38 especies descritas y de estas, solo 5  aceptadas.

## Descripción
Son plantas perennes altas, acuáticas o paludícolas; tallos largamente decumbentes desde bases enraizadas, los entrenudos llenos de aerénquima estrellado, glabros; plantas hermafroditas. Vainas glabras pero ciliadas; lígula una membrana; láminas linear-lanceoladas a angostamente lanceoladas, aplanadas, glabras, cordadas en la base. Inflorescencia una panícula terminal densa, angostamente cilíndrica o espiciforme; espiguillas lanceoloides, acuminadas, comprimidas dorsalmente, con 2 flósculos; desarticulación por debajo de las glumas, la espiguilla caediza como una unidad; gluma inferior 1–3-nervia, ovada, un entrenudo de la raquilla distinto entre las glumas, gluma superior y lema inferior más largas que el flósculo superior, subiguales o más frecuentemente la lema un poco más larga que la gluma, 3–5-nervias, agudas a cortamente aristadas; flósculo inferior estéril; pálea inferior ausente; flósculo superior bisexual; lema superior lanceolada, cartácea, lisa y glabra, muy débilmente nervada, los márgenes delgados, no enrollados; pálea superior casi tan larga como la lema superior y similar en textura; lodículas 2; estambres 3; estilos 2. Fruto una cariopsis; embrión ca 1/3 la longitud de la espiguilla, hilo cortamente elíptico.

## Taxonomía
El género fue descrito por Ambroise Marie François Joseph Palisot de Beauvois y publicado en Essai d'une Nouvelle Agrostographie 48. 1812. La especie tipo es: Hymenachne myuros (Lam.) P. Beauv.
Etimología
El nombre del género deriva de las palabras griegas himen (membrana) y achne (paja), aludiendo a las glumas membranosas, lemas y paleas. 

## Especies aceptadas
A continuación se brinda un listado de las especies del género Hymenachne aceptadas hasta abril de 2014, ordenadas alfabéticamente. Para cada una se indica el nombre binomial seguido del autor, abreviado según las convenciones y usos.
- Hymenachne amplexicaulis (Rudge) Nees. Nombres comunes: camalote, canutillo, capií, capií camalote, carrizo, carrizo chico (Argentina); carrizo chico, cañuela blanca (Bolivia); canutillo, trompetilla (Colombia); azuche, corcho, corcho bänälaj, zacate manatí (Méjico); gamalote, gramalote (Nicaragua); chingolo (Paraguay); canela blanca, cañuela morada, canutillo, carrizo chico, hierba lancha, lengua de vaca, miuda, paja de agua, pasto paja de agua, rabo de zorro, trompetillo, yerbelancha (otros países).
- Hymenachne assamica (Hook.f.) Hitchc.
- Hymenachne donacifolia (Raddi) Chase
- Hymenachne patens L.Liou
- Hymenachne wombaliensis Vanderyst ex Robyns